# Mosiuoa Lekota
Mosiuoa Gerard Patrick Lekota (Kronstadt, 13 de agosto de 1948) es un político sudafricano, antiguo miembro del Comité Ejecutivo del Congreso Nacional Africano (ANC), partido dominante de Sudáfrica desde el fin del apartheid y ministro del gobierno de Thabo Mbeki entre 1999 y 2008. En la actualidad, presidente y líder del Congreso del Pueblo (COPE), partido escindido del ANC en 2008. Durante el período del apartheid, fue un destacado miembro del Frente Democrático Unido y un acusado clave en el juicio por traición de Delmas entre 1985 y 1988. Sirvió también como presidente del Consejo Nacional de las Provincias, siendo el primer presidente de dicho organismo luego de su creación en 1997.
Su partido, COPE, fundado en 2008, fue la primera escisión masiva sufirda por el ANC desde 1959, y por lo tanto, fue bienvenido como partido político por los principales grupos de oposición al gobierno como Alianza Democrática (DA). En las elecciones generales de 2009, su primera disputa electoral, COPE obtuvo el tercer lugar, arrebatándoselo por primera vez al Partido de la Libertad Inkatha. Lekota no fue su candidato presidencial porque perdió la elección primaria contra Mvume Dandala. La derrota de Lekota fue vista como una "derrota humillante para un novicio político" por el influyente periódico Mail & Guardian. Sin embargo, con posterioridad, el partido comenzó a sufrir una crisis interna a partir de 2011, derivando en deserciones parlamentarias masivas, que acabaron llevando al partido al octavo lugar en las elecciones generales de 2014 con el 0.67 % de los votos, puesto que mantendría en las municipales de 2016, con el 0.45 %.